# ناحیه فیلی، شهرستان ایتاسکا، مینه سوتا
ناحیه فیلی (به انگلیسی: Feeley Township) یک منطقهٔ مسکونی در ایالات متحده آمریکا است که در شهرستان ایتاسکا، مینه‌سوتا واقع شده‌است.
 ناحیه فیلی ۸۴٫۶ کیلومتر مربع مساحت و ۳۰۶ نفر جمعیت دارد و ۳۹۳ متر بالاتر از سطح دریا واقع شده‌است.